# Ancylopus pictus
Ancylopus pictus là một loài bọ cánh cứng trong họ Endomychidae. Loài này được Wiedemann miêu tả khoa học năm 1823.